# Лорд Ґрей
Лорд Ґрей — титул перства Шотландії. Баронство Ґрей було створено приблизно в липні 1445 року для шотландського дипломата та політика сера Ендрю Ґрея. Перший лорд Ґрей був заручником в Англії за хорошу поведінку Якова I Шотландського з 1424 по 1427 рік і був одним із лицарів, які супроводжували леді Маргарет Стюарт до Франції на її шлюб з Людовиком XI в 1436 році. Він також був уповноваженим в Англії між 1449 і 1451 роками, майстром домашнього господарства Якова II Шотландського в 1452 році та наглядачем маршів у 1459 році. У червні 1489 року король Яків IV надав Ендрю, лорду Ґрею, землі та баронство Лунді [RGS. II.1860].
Нащадок сера Ендрю Ґрея, сьомий лорд, отримав новий патент із настановою Вільяму Ґрею, чоловікові його єдиної доньки Анни, і його спадкоємцям чоловічої статі, а в разі відмови - батькові Вільяма Ґрея, серу Вільяму Ґрею та його спадкоємцям чоловічої статі. Його спадкоємцем, згідно з новим патентом, став його онук, восьмий лорд, син Вільяма та Анни Ґрей. У 1707 році він також отримав новий патент із пріоритетом 1445 року та з настановою для Джона Ґрея, чоловіка його дочки Марджорі, та їхніх законних спадкоємців, а в разі відсутності нащадків — для старшої спадкоємиці по жіночій лінії.
Ще за життя лорда Ґрея змінив його зять Джон Ґрей, дев'ятий лорд. Його правнук, чотирнадцятий лорд, був репрезентативним пером Шотландії з 1812 по 1842 рік. Його син, п'ятнадцятий лорд, також був шотландським репрезентативним пером і перебував у Палаті лордів з 1842 по 1867 рік. Він помер бездітним і його спадкоємицею згідно з патентом 1707 року стала його сестра Маделіна Ґрей. Вона ніколи не виходила заміж, і після її смерті титул перейшов до її племінниці Марґарет Мюррей. Коли вона померла в 1878 році, титул успадкував її двоюрідний брат Джордж Стюарт, 14-й граф Морей, який також став 18-м лордом Ґреєм. Він був нащадком леді Джин Ґрей, старшої дочки одинадцятого лорда Ґрея.
Однак після його смерті графство та лордство розділилися, і графство успадкував двоюрідний брат. Лордство Ґрея було передано (згідно з рішенням Комітету з питань привілеїв у Палаті лордів) Евелін Сміт, доньці леді Джейн Паунден, дочці Френсіса Стюарта, 10-го графа Морея. У 1897 році леді Ґрей та її чоловік Джеймс Макларен Сміт взяли за королівською ліцензією додаткове прізвище Ґрей. Титул успадкував її син, двадцятий лорд, і після його смерті в 1919 році титул перейшов до його сестри Етель Евелін Кемпбелл, дружини Генрі Тафнелла Кемпбелла, які наступного року за королівською ліцензією взяли додаткове прізвище Ґрей.  Станом на  2017  титул носить її правнук, двадцять третій лорд Ґрей, який змінив свого батька в 2003 році.
Сімейний осередок — Airds Bay House, поблизу Тейналта, Арґайл.

## Лорди Ґрей (1445)
- Ендрю Ґрей, 1-й лорд Ґрей (1390–1469)
- Ендрю Ґрей, 2-й лорд Ґрей (пом. 1514)
- Патрік Ґрей, 3-й лорд Ґрей (пом. 1541)
- Патрік Ґрей, 4-й лорд Ґрей (пом. 1584)
- Патрік Ґрей, 5-й лорд Ґрей (1538–1608)
- Патрік Ґрей, 6-й лорд Ґрей (пом. 1611)
- Ендрю Ґрей, 7-й лорд Ґрей (пом. 1663)
- Патрік Ґрей, 8-й лорд Ґрей (пом. 1711)
- Джон Ґрей, 9-й лорд Ґрей (пом. 1724)
- Джон Ґрей, 10-й лорд Ґрей (1683–1738)
- Джон Грей, 11-й лорд Грей (1716–1782)
- Чарльз Ґрей, 12-й лорд Ґрей (1752–1786)
- Вільям Джон Ґрей, 13-й лорд Ґрей (1754–1807)
- Френсіс Ґрей, 14-й лорд Ґрей (1765–1842)
- Джон Ґрей, 15-й лорд Ґрей (1798–1867)
- Меделіна Ґрей, 16-та леді Ґрей (1799–1869)
- Маргарет Мюррей, 17-та леді Ґрей (1821–1878)
- Джордж Філіп Стюарт, 14-й граф Морей, 18-й лорд Ґрей (1816–1895)
- Евелін Сміт-Ґрей, 19-та леді Ґрей (1841–1918)
- Джеймс Макларен Стюарт Грей, 20-й лорд Грей (1864–1919)
- Етель Івлін Грей-Кембелл, 21-ша леді Грей (1866–1946)
- Ангус Кемпбелл-Ґрей, 22-й лорд Ґрей (1931–2003)
- Ендрю Годфрі Діармід Стюарт Кемпбелл-Грей, 23-й лорд Ґрей (нар. 1964)

Спадкоємцем є син нинішнього власника Александр Ґодфрі Едвард Дермід Кемпбелл-Ґрей, магістр Ґрей (нар. 1996).